# Jørgen-Frantz Jacobsen
Pour les articles homonymes, voir Jacobsen.

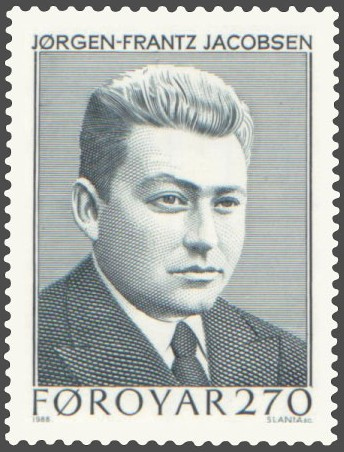
Jørgen-Frantz Jacobsen, sur un timbre émis en 1988 par la poste féroïenne

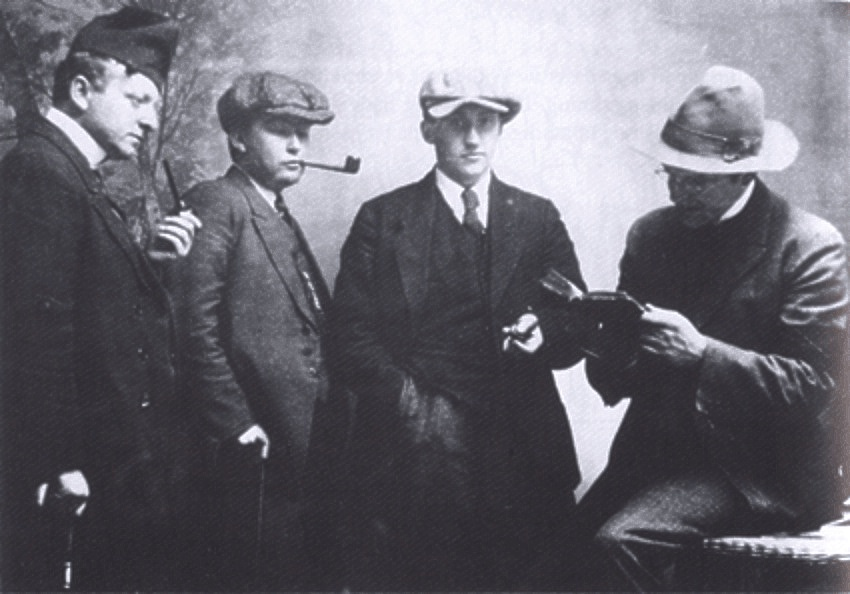
Quatre des premiers grands noms de la littérature féroïenne: de gauche à droite, Janus Djurhuus, Jørgen-Frantz Jacobsen, William Heinesen et Hans A. Djurhuus, en 1924.

Jørgen-Frantz Jacobsen (né le 29 novembre 1900 à Tórshavn, aux îles Féroé, mort le 24 mars 1938 à Vejlefjord, au Danemark) est l'un des plus célèbres écrivains féroïens. 
L'œuvre de Jacobsen est écrite en danois et n'a été traduite qu'ultérieurement dans sa langue maternelle, le féroïen. Sa renommée repose essentiellement sur son roman Barbara, paru en 1939 et inspiré des traditions féroïennes entourant le personnage de Beinta Broberg (c. 1667-1752), qui épousa successivement trois pasteurs de l'archipel.

## Biographie
Diplômé d'histoire et de français de l'Université de Copenhague et féru d'histoire scandinave, Jørgen-Frantz Jacobsen mena également une activité de journaliste, rédigeant pour divers journaux, en particulier le quotidien Politiken, une série de chroniques et d'articles, auxquels s'ajoutent deux ouvrages sur les relations politiques des îles Féroé avec la Scandinavie et le Danemark.
Il avait à peine 21 ans lorsqu'il contracta la tuberculose pulmonaire, qui le contraignit à effectuer de longs séjours en sanatorium. Jørgen-Frantz Jacobsen nourrissait des ambitions littéraires. C'est en 1934 qu'il entama la rédaction de son chef-d’œuvre, le roman historique Barbara. Écrit en danois et paru un an après sa mort, l'ouvrage atteignit d'emblée la célébrité et fut traduit dans un grand nombre de langues.
Il mourut à 37 ans, le 24 mars 1938, au sanatorium Vejlefjord, à Stouby, dans le Jutland central.

## Barbara
Dans la correspondance suivie qu'il entretint avec l'écrivain William Heinesen (1900-1991), son condisciple et proche parent, Jørgen-Frantz Jacobsen évoque sa relation sentimentale, apparemment désespérée, avec une femme qu'il appelle Barbara (il s'agissait en fait de sa cousine Estrid Bannister Good) et fait part de son intention d'écrire un roman dont l'intrigue serait fondée sur des traditions du XVIIIe siècle concernant Beinta Broberg, jeune épouse de pasteur dont la grâce et la beauté séduisaient tous les esprits.
Dans l'histoire féroïenne, « Beinta la Mauvaise » est la fille d'un greffier-président (sorinskrivari) de l'Assemblée féroïenne (Løgting) et passe pour avoir provoqué la mort prématurée de ses deux premiers maris et le grave malheur qui frappa le troisième. Pour Jørgen-Frantz Jacobsen, cette inspiration historique ne constitue cependant guère plus qu'un canevas formel : complexe, insaisissable et des plus humaines, sa Barbara a fort peu de traits en commun avec la séductrice maléfique que décrit la légende. C'est ainsi qu'il écrit, à propos de son héroïne : « À sa manière, elle est également fidèle mais toujours elle succombe. Il y a chez elle quelque chose de tragique : la lutte désespérée entre le bien qui est en elle et l'inconstance. »
En 1961, une adaptation cinématographique du roman fut tournée dans les studios de l'UFA, par Frank Wisbar. Le scénario de ce film, intitulé Barbara, wild wie das Meer (en français, Barbara et les hommes), prenait beaucoup de libertés par rapport à l'œuvre originale ; ainsi, Barbara y était l'épouse d'un médecin et non d'un pasteur. Nettement plus fidèle, une deuxième adaptation cinématographique, fut tournée en 1997 par le réalisateur danois Nils Malmros sous le titre de Barbara, aux îles Féroé et en Scandinavie.

### Œuvres
- Jørgen-Frantz Jacobsen, Danmark og Færøerne [« Le Danemark et les îles Féroé »] (essai), 1927.
- Jørgen-Frantz Jacobsen, Færøerne, natur og folk [« Les îles Féroé, nature et population »] (essai), 1936.
- Jørgen-Frantz Jacobsen, Barbara (roman), 1939
- Jørgen-Frantz Jacobsen, Den yderste kyst (essai), 1941.
- Jørgen-Frantz Jacobsen, Nordiske kronikker (essai), 1943.
- Jørgen-Frantz Jacobsen, Det dyrebare liv, 1958Correspondance avec William Heinesen.

### Adaptations cinématographiques
- 1961 : Barbara – wild wie das Meer
- 1997 : Barbara

### Études
- William Heinesen, Omkring Barbara : en antologi, Frederiksberg, Fisker & Schou, 1997, 174 p..
- Jógvan Isaksen, Á verðin, verðin! : skaldsøgan „Barbara“ eftir Jørgen-Frantz Jacobsen, Copenhague, Mentunargrunnur studentafelagsins, 1998, 157 p..
- Jógvan Isaksen, Livets geniale relief : omkring Jørgen-Frantz Jacobsens roman Barbara, Copenhague, Fisker, 2001, 95 p..
- Bjarne Nielsen Brovst, William Heinesen, Jørgen-Frantz Jacobsen og Barbara : en hjertets laterna magica, Herning, Poul Kristensen, 2000, 193 p..